# Ceriana ancoralis
Ceriana ancoralis är en tvåvingeart som först beskrevs av Daniel William Coquillett 1902.  Ceriana ancoralis ingår i släktet griffelblomflugor, och familjen blomflugor. Inga underarter finns listade i Catalogue of Life.